# Fulton, Kansas
Fulton là một thành phố thuộc quận Bourbon, tiểu bang Kansas, Hoa Kỳ. Năm 2010, dân số của xã này là 163 người.

## Dân số
Dân số các năm:
- Năm 2000: 184 người
- Năm 2010: 163 người